# Peter Chung Soon-taek
Peter Chung Soon-taek OCD (ur. 5 sierpnia 1961 w Daegu) – koreański duchowny katolicki, arcybiskup metropolita Seulu od 2021.

## Życiorys

### Prezbiterat
Święcenia kapłańskie otrzymał 16 lipca 1992 w zakonie karmelitów bosych. Był m.in. mistrzem zakonnego nowicjatu, definitorem koreańskiej prowincji oraz definitorem generalnym zakonu dla Dalekiego Wschodu i Oceanii.

### Episkopat
30 grudnia 2013 papież Franciszek mianował go biskupem pomocniczym archidiecezji seulskiej ze stolicą tytularną Tamazuca. Sakry biskupiej udzielił mu 5 lutego 2014 ówczesny ordynariusz – arcybiskup Andrew Yeom Soo-jung.
28 października 2021 został mianowany arcybiskupem metropolitą Seulu. Ingres odbył 8 grudnia 2021.